# Réda Babouche
Réda Babouche (ur. 3 lipca 1979 w Sukajkidzie) – algierski piłkarz grający na pozycji środkowego obrońcy.

## Kariera klubowa
Karierę piłkarską Babouche rozpoczął w klubie MO Constantine. W 1999 roku zadebiutował w jego barwach w pierwszej lidze algierskiej. W 2003 roku spadł z nim do drugiej ligi i na tym szczeblu rozgrywek grał przez rok.
W 2004 roku Babouche przeszedł do zespołu MC Algier. W 2006 roku zdobył z nim swoje pierwsze trofea w karierze - Puchar Algierii, a następnie Superpuchar Algierii. W 2007 roku ponownie sięgnął po krajowy puchar oraz superpuchar. W 2010 roku ponownie został mistrzem kraju.
W 2014 roku Babouche przeszedł do CA Batna, a w 2017 do CA Bordj Bou Arreridj.
| Sezon   | Klub                  | Kraj     | Rozgrywki              | Mecze | Bramki |
| ------- | --------------------- | -------- | ---------------------- | ----- | ------ |
| 1999/00 | MO Constantine        | Algieria | Championnat National   | ?     | ?      |
| 2000/01 | MO Constantine        | Algieria | Championnat National   | ?     | ?      |
| 2001/02 | MO Constantine        | Algieria | Championnat National   | ?     | ?      |
| 2002/03 | MO Constantine        | Algieria | Championnat National   | 24    | 1      |
| 2003/04 | MO Constantine        | Algieria | Championnat National 2 | ?     | ?      |
| 2004/05 | MC Algier             | Algieria | Championnat National   | 19    | 0      |
| 2005/06 | MC Algier             | Algieria | Championnat National   | 24    | 0      |
| 2006/07 | MC Algier             | Algieria | Championnat National   | 27    | 2      |
| 2007/08 | MC Algier             | Algieria | Championnat National   | 27    | 3      |
| 2008/09 | MC Algier             | Algieria | Championnat National   | 25    | 3      |
| 2009/10 | MC Algier             | Algieria | Championnat National   | 24    | 4      |
| 2010/11 | MC Algier             | Algieria | Championnat National   | 19    | 1      |
| 2011/12 | MC Algier             | Algieria | Championnat National   | 24    | 2      |
| 2012/13 | MC Algier             | Algieria | Championnat National   | 21    | 0      |
| 2014/15 | CA Batna              | Algieria | Championnat National 2 | 21    | 0      |
| 2015/16 | CA Batna              | Algieria | Championnat National 2 | 28    | 1      |
| 2016/17 | CA Batna              | Algieria | Championnat National   | 26    | 0      |
| 2017/18 | CA Bordj Bou Arreridj | Algieria | Championnat National 2 | 2     | 0      |

## Kariera reprezentacyjna
W reprezentacji Algierii Babouche zadebiutował 12 czerwca 2005 roku w przegranym 0:3 towarzyskim spotkaniu z Mali. W 2010 roku został powołany do kadry Algierii na Puchar Narodów Afryki 2010.